# Paul-Philipp Besong
Paul-Philipp Besong (Fröndenberg, Alemania, 6 de octubre de 2000) es un futbolista alemán que juega como delantero en el Borussia Dortmund II de la 3. Liga.

## Estadísticas

### Clubes
Actualizado al último partido disputado el 10 de agosto de 2024.
| Club                            | Div.          | Temporada     | Liga  | Liga  | Liga   | Copas nacionales | Copas nacionales | Copas nacionales | Copas internacionales | Copas internacionales | Copas internacionales | Total | Total | Total  |
| Club                            | Div.          | Temporada     | Part. | Goles | Asist. | Part.            | Goles            | Asist.           | Part.                 | Goles                 | Asist.                | Part. | Goles | Asist. |
| ------------------------------- | ------------- | ------------- | ----- | ----- | ------ | ---------------- | ---------------- | ---------------- | --------------------- | --------------------- | --------------------- | ----- | ----- | ------ |
| F. C. Nuremberg II · Alemania   | 4.ª           | 2019-20       | 6     | 0     | 1      | —                | —                | —                | —                     | —                     | —                     | 6     | 0     | 1      |
| F. C. Nuremberg II · Alemania   | 4.ª           | 2021-22       | 13    | 8     | 3      | —                | —                | —                | —                     | —                     | —                     | 13    | 8     | 3      |
| F. C. Nuremberg II · Alemania   | Total club    | Total club    | 19    | 8     | 4      | 0                | 0                | 0                | 0                     | 0                     | 0                     | 19    | 8     | 4      |
| F. C. Erzgebirge Aue · Alemania | 3.ª           | 2022-23       | 31    | 5     | 1      | 1                | 0                | 0                | —                     | —                     | —                     | 32    | 5     | 1      |
| F. C. Erzgebirge Aue · Alemania | Total club    | Total club    | 31    | 5     | 1      | 1                | 0                | 0                | 0                     | 0                     | 0                     | 32    | 5     | 1      |
| Borussia Dortmund II · Alemania | 3.ª           | 2023-24       | 16    | 4     | 2      | —                | —                | —                | —                     | —                     | —                     | 16    | 4     | 2      |
| Borussia Dortmund II · Alemania | 3.ª           | 2024-25       | 1     | 0     | 0      | —                | —                | —                | —                     | —                     | —                     | 1     | 0     | 0      |
| Borussia Dortmund II · Alemania | Total club    | Total club    | 17    | 4     | 2      | 0                | 0                | 0                | 0                     | 0                     | 0                     | 17    | 4     | 2      |
| Total carrera                   | Total carrera | Total carrera | 67    | 17    | 7      | 1                | 0                | 0                | 0                     | 0                     | 0                     | 68    | 17    | 7      |